# Liste der Biografien/Daf
Liste der Biografien |
Portal Biografien |
Personensuche
# |
A |
B |
C |
D |
E |
F |
G |
H |
I |
J |
K |
L |
M |
N |
O |
P |
Q |
R |
S |
T |
U |
V |
W |
X |
Y |
Z |
?
 
Da |
Db |
Dc |
Dd |
De |
Dg |
Dh |
Di |
Dj |
Dk |
Dl |
Dm |
Dn |
Do |
Dq |
Dr |
Ds |
Du |
Dv |
Dw |
Dy |
Dz
 
Daa |
Dab |
Dac |
Dad |
Dae |
Daf |
Dag |
Dah |
Dai |
Daj |
Dak |
Dal |
Dam |
Dan |
Dao |
Dap |
Daq |
Dar |
Das |
Dat |
Dau |
Dav |
Daw |
Dax |
Day |
Daz
Die Liste der Biografien führt alle Personen auf, die in der deutschsprachigen Wikipedia einen Artikel haben. Dieses ist eine Teilliste mit 41 Einträgen von Personen, deren Namen mit den Buchstaben „Daf“ beginnt.

## Daf
- Da'f, Sängersklavin
- Daf, Mohamed (* 1994), senegalesischer Fußballspieler
- Daf, Omar (* 1977), senegalesischer Fußballspieler

### Dafa
- Dafallah, al-Dschazuli (* 1935), sudanesischer Politiker, Premierminister Sudans

### Dafe
- Dafeff, Chris (1894–1984), kanadischer Geiger, Chorleiter und Musikpädagoge
- Dafel, Henry (1889–1947), südafrikanischer Sprinter und Mittelstreckenläufer
- Dafeldecker, Werner (* 1964), österreichischer Improvisationsmusiker und Komponist
- Dafermos, Constantine (* 1941), griechischer Mathematiker
- Dafermos, Mihalis (* 1976), griechischer Mathematiker
- Daferner, Christoph (* 1998), deutscher Fußballspieler
- Dafert von Sensel-Timmer, Franz (1863–1933), österreichischer Landwirtschaftsexperte und Lebensmittelchemiker
- Dafeur, Marine (* 1994), französische Fußballspielerin

### Daff
- Daffan, Ted (1912–1996), amerikanischer Countrysänger
- Daffeh, Babanding K. K. (1954–2015), gambischer Politiker
- Daffeh, Jerreh (1930–1998), gambischer Politiker
- Daffinger, Johann (1748–1796), österreichischer Porzellan- und Buntmaler
- Daffinger, Moritz (1790–1849), österreichischer Miniaturenmaler und BildhauerMoritz Daffinger (1790–1849)

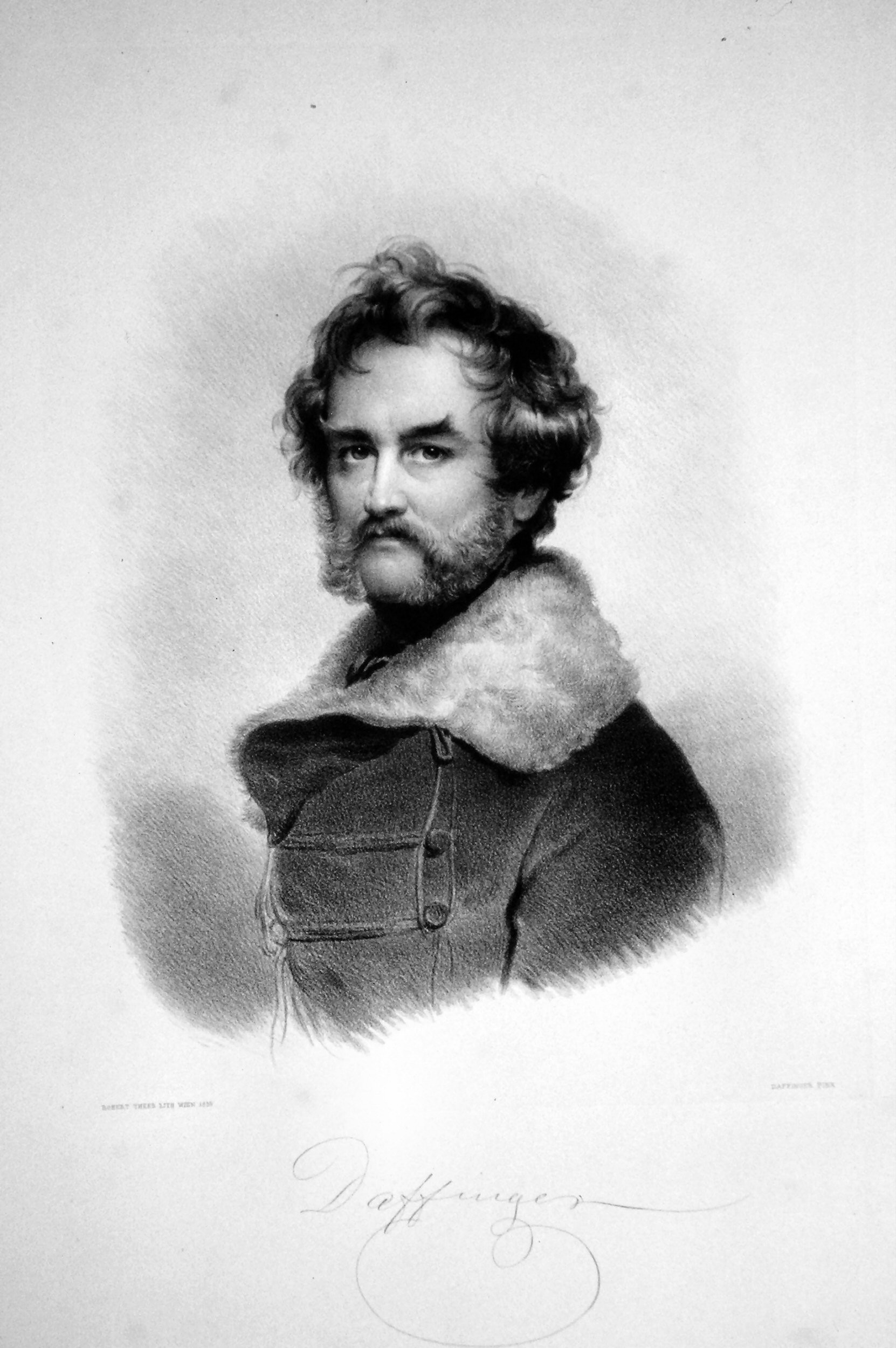
Moritz Daffinger (1790–1849)

- Daffinger, Wolfgang (1927–2013), deutscher Politiker (SPD), MdL
- Dafflon, Roger (1914–1996), Schweizer Politiker
- Daffner, Franz (1844–1933), deutscher Arzt
- Daffner, Hugo (1882–1936), deutscher Komponist, Schriftsteller, Arzt und Journalist
- Daffner, Thomas (* 1971), deutscher Eishockeyspieler

### Dafi
- Dafi, Nabil (* 1982), französischer Fußballspieler
- Dafinoiu, Costică (1954–2022), rumänischer Boxer

### Dafl
- Däfler, Martin-Niels (* 1969), deutscher Hochschullehrer

### Dafn
- Dafni, Reuven (1913–2005), israelischer Diplomat

### Dafo
- Dafoe, Allan Roy (1883–1943), kanadischer Geburtshelfer
- Dafoe, Byron (* 1971), britisch-kanadischer Eishockeytorwart
- Dafoe, Frances (1929–2016), kanadische Eiskunstläuferin
- Dafoe, Willem (* 1955), US-amerikanischer SchauspielerWillem Dafoe (* 1955)

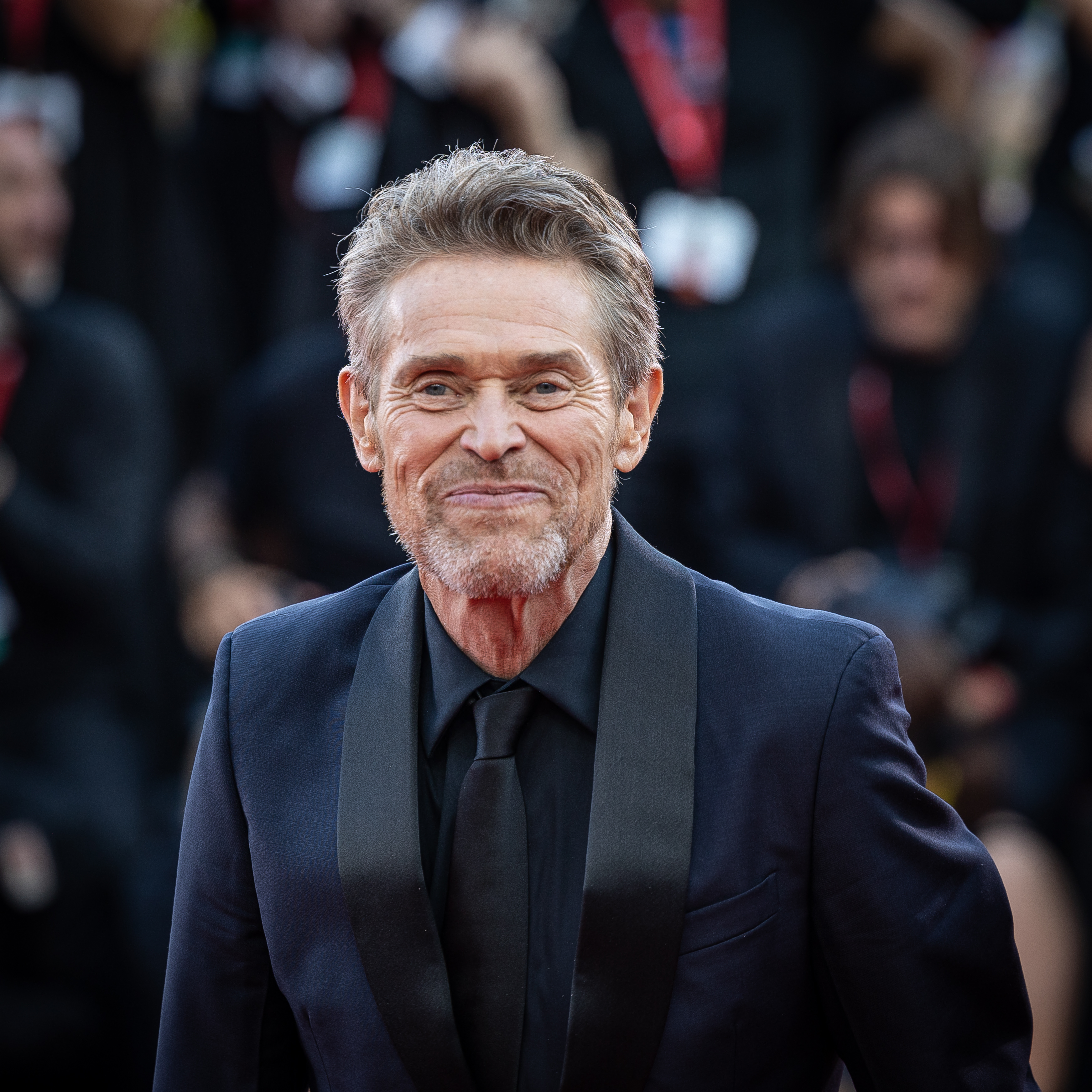
Willem Dafoe (* 1955)

- DaFoo (* 1971), Schweizer Sänger und Songwriter
- Dafowska, Ekaterina (* 1975), bulgarische Biathletin

### Daft
- Daft, Harry (1866–1945), englischer Fußballspieler
- Daft, Leo (1843–1922), US-amerikanischer Erfinder
- Daftari, Said (* 1982), afghanischer Fußballspieler
- Daftary, Farhad (* 1938), persisch-britischer Islamwissenschaftler

### Dafy
- Dafydd ab Owain († 1203), Fürst von Gwynedd
- Dafydd ap Gruffydd (1235–1283), Fürst von Wales
- Dafydd ap Gwilym, walisischer Dichter
- Dafydd ap Llywelyn († 1246), Fürst von Gwynedd in Nordwales
- Dafydd Gam († 1415), walisischer Adliger und Soldat